# Hawrah (huyện)
Huyện Hawrah là một huyện thuộc tỉnh Hadramawt, Yemen. Đến thời điểm năm 2003, huyện này có dân số 28474 người